# Mesobuthus gibbosus
Mesobuthus gibbosus is een schorpioenensoort uit de familie van de Buthidae. De wetenschappelijke naam van de soort is voor het eerst geldig gepubliceerd in 1832 door Brulli.